# Михеев, Николай Александрович (Герой Советского Союза)
Николай Александрович Михеев (1900—1945) — советский офицер-артиллерист, участник Великой Отечественной войны, Герой Советского Союза (31.05.1945). Полковник (21.07.1942).

## Биография
Николай Михеев родился 7 января 1900 года в Санкт-Петербурге. Окончил среднюю школу.
В феврале 1918 года добровольцем пошёл на службу в Рабоче-Крестьянский Красный флот, служил краснофлотцем в флотском экипаже в Петрограде. В августе перешёл красноармейцем в Красную Армию и зачислен во 2-й Петроградский советский кавалерийский полк. Участвовал в боях Гражданской войны. С ноября 1919 года воевал на Южном фронте, будучи командиром взвода конной батареи 1-го легко-артиллерийского дивизиона, а с августа 1920 — начальником разведки 16-го конно-артиллерийского дивизиона 16-й кавалерийской дивизии.
После окончания войны в сентябре 1921 года переведён в конно-артиллерийский дивизион 14-й Майкопской кавалерийской дивизии Первой Конной армии Северо-Кавказского военного округа: адъютант, командиром артиллерийского парка, помощник командира артиллерийской батареи. С июня 1923 года — адъютант гаубичного артиллерийского дивизиона 9-й Донской кавалерийской дивизии (Ростов-на-Дону), с августа 1926 — командир взвода штабной батареи и командир батареи в артиллерийском полку Ленинградского военного округа, с февраля 1928 — командир батареи во 2-й артиллерийской бригаде (Ленинград). В сентябре 1929 года назначен командиром батареи 4-го стрелкового полка Особой Краснознамённой Дальневосточной армии, в котором участвовал в боях на КВЖД. С февраля 1932 года — командир батареи 1-го Дальневосточного артиллерийского полка (Владивосток), с сентября 1932 — командир батареи 73-го зенитного артиллерийского дивизиона (Спасск-Дальний), с апреля 1933 — начальник штаба и врид командира 4-го отдельного дивизиона ПВО ОКДВА (Спасск-Дальний). В августе 1936 года назначен командиром 8-го артиллерийского дивизиона ОКДВА (Ворошилов). В эти годы Н. А. Михеев также учился: в 1925 году окончил артиллерийский отдел Киевской объединённой военной школы, в 1932 году — курсы усовершенствования комсостава ПВО при Школе зенитной артиллерии РККА в Севастополе, в 1938 году — заочно Военную академию РККА имени М. В. Фрунзе. Вступил в ВКП(б) в 1932 году.
С июня 1938 по июнь 1940 года был уволен из РККА (информации о его аресте в этот период нет, как и о том, чем он в это время занимался).
После восстановления в Красной Армии с июня 1940 года служил помощником командира по строевой части 454-го артиллерийского полка ПВО Северо-Кавказского военного округа, а апреля 1941 года — начальник штаба 744-го зенитного артиллерийского полка в этом округе. В начале июня 1941 года назначен начальником ПВО 19-й армии, которая завершала формирование в Северо-Кавказском ВО и начала переброску на Украину.
С июня 1941 года — на фронтах Великой Отечественной войны. Армия прибыла на Западный фронт и в её составе Михеев участвовал в Смоленском сражении. В бою 5 сентября 1941 года был контужен. После излечения в ноябре 1941 года назначен начальником артиллерии 48-й отдельной стрелковой бригады, которая тогда формировалась в Уральском военном округе. Вскоре бригада прибыла на фронт, поступила в состав 4-й ударной армии Северо-Западного фронта и участвовала в Торопецко-Холмской наступательной операции. В январе 1942 армию передали на Калининский фронт, где она участвовала в оборонительных боях под городом Велиж.
С марта 1942 года — начальник артиллерии 360-й стрелковой дивизии 4-й ударной армии Калининского фронта. Участвовал в Демянской наступательной операции 1942 года на велижском направлении. Затем дивизия блокировала Демянский котёл немецких войск и с 5 июля по 22 сентября участвовала в одной из многочисленных безуспешных попыток его ликвидации.
С февраля 1943 года — командир 145-й отдельной стрелковой бригады в составе 5-го гвардейского стрелкового корпуса. С августа 1943 года — заместитель командующего артиллерией 145-й стрелковой дивизии, с сентября — заместитель командующего артиллерией 91-го стрелкового корпуса 43-й армии. Участвовал в Смоленской наступательной операции.
С июля 1944 года до последнего дня жизни — заместитель командира корпуса — командующий артиллерией 125-го стрелкового корпуса 47-й армии 1-го Белорусского фронта. Участвовал в Белорусской, Висло-Одерской, Восточно-Померанской наступательных операциях.
Заместитель командира корпуса — командующий артиллерией 125-го стрелкового корпуса 47-й армии 1-го Белорусского фронта полковник Николай Михеев особо отличился в Берлинской наступательной операции. Умело организовал огонь артиллерии про прорыве немецкой обороны, благодаря чему в первый день наступления 16 апреля 1945 года артиллерия корпуса успешно уничтожила немецкие оборонительные рубежи. Действия артиллеристов способствовали успешному прорыву корпусом вражеской обороны. При дальнейшем наступлении на Берлин обеспечил бесперебойную поддержку артиллерийским огнём наступавшей пехоты.
26 апреля 1945 года полковник Михеев убит в бою на окраине Потсдама. Похоронен на советском воинском кладбище в бранденбургском городе Бернау.
Указом Президиума Верховного Совета СССР от 31 мая 1945 года за «выполнение боевых заданий командования в боях с немецкими захватчиками и проявленные при этом отвагу и геройство» полковнику Николаю Александровичу Михееву посмертно было присвоено звание Героя Советского Союза.

## Награды
- Герой Советского Союза (31.05.1945, посмертно)
- Орден Ленина (31.05.1945, посмертно)
- Два ордена Красного Знамени (22.02.1943, 3.11.1944)
- Орден Кутузова 2-й степени (6.04.1945)
- Орден Отечественной войны 1-й степени (15.10.1944)
- Орден Красной Звезды (1936)
- Юбилейная медаль «XX лет Рабоче-Крестьянской Красной Армии» (22.02.1938)[1][3].